# The Law
The Law fue una banda de rock británica formada en 1991 por el baterista Kenney Jones (ex-Small Faces/Faces y The Who) y el cantante Paul Rodgers (ex-Free, Bad Company y The Firm). Ambos contrataron algunos músicos de sesión como Jim Barber y John Staehely en guitarras y Pino Palladino en el bajo, además de músicos invitados de renombre como David Gilmour, Bryan Adams y Chris Rea. Lograron posicionar el sencillo "Laying Down The Law" en el número 1 de las listas de AOR de Billboard, sin embargo, su álbum homónimo logró una decepcionante posición #126 en la lista Billboard 200.

## Discografía

### Estudio
| Año  | Título  | Billboard album 200 | UK Albums Chart | RIAA | BPI |
| ---- | ------- | ------------------- | --------------- | ---- | --- |
| 1991 | The Law | 126                 | 61              | -    | -   |

## Sencillos
| Año  | Título                | Billboard Hot 100 | U.S Mainstream Rock | UK Singles Chart | Álbum   |
| ---- | --------------------- | ----------------- | ------------------- | ---------------- | ------- |
| 1991 | "Laying Down the Law" | -                 | -                   | -                | The Law |